# Kleinfeldtastatur

Kleinfeldtastatur der Firma INCAP

Als Kleinfeldtastatur, oft auch Minitastatur oder Mikrotastatur, bezeichnet man eine Tastatur, die für Menschen geeignet ist, die aufgrund von Bewegungseinschränkungen oder motorischer Schwäche nicht in der Lage sind, eine herkömmliche Tastatur zu bedienen.
Eine Kleinfeldtastatur zeichnet sich durch ihren sehr kompakten Bau aus, die Tasten sind im Allgemeinen in einen Abstand von 2 bis 5 mm angeordnet. Das Tastaturlayout entspricht dem Standardlayout, die Tasten selbst jedoch sind wesentlich kleiner und normalerweise rund, so dass es auch möglich ist, sie mit einem Kopf- oder Mundstab zu bedienen. Außerdem lässt sich bei vielen Modellen die Druckzeit der leichtgängigen Tasten programmieren.
Da eine Kleinfeldtastatur dafür ausgelegt ist, mit einer Hand bedient zu werden, enthalten die meisten Modelle eine Auflagefläche für den Handballen. Außerdem unterscheidet man zwischen Modellen für Links- oder Rechtshänder.
Auch falls ein Gerät klein gebaut werden soll oder wenig Platz vorhanden ist, können Tastaturen mit geringerem als standardmäßig 19 mm Tastenabstand verbaut sein. Sie eignen sich gut für Eingabe von nicht zu umfangreichem Text, etwa für eine URL-Adresse, einem kurzen Mailtext oder einer Korrektur eines Textdokuments. Anwendung finden solche an öffentlichen Terminals oder zur Kommunikation in einer interaktiven Ausstellung, die kleinsten an Organizern/Smartphones; ein Pionier hierin war Blackberry.
Siehe auch: Großfeldtastatur